# 22599 Heatherhall
22599 Heatherhall (1998 HR122) là một tiểu hành tinh vành đai chính được phát hiện ngày 23 tháng 4 năm 1998 bởi Nhóm nghiên cứu tiểu hành tinh gần Trái Đất phòng thí nghiệm Lincoln ở Socorro.